# Carya aquatica
Carya aquatica là một loài thực vật có hoa trong họ Óc chó. Loài này được (F.Michx.) Nutt. ex Elliott mô tả khoa học đầu tiên năm 1824.

## Hình ảnh

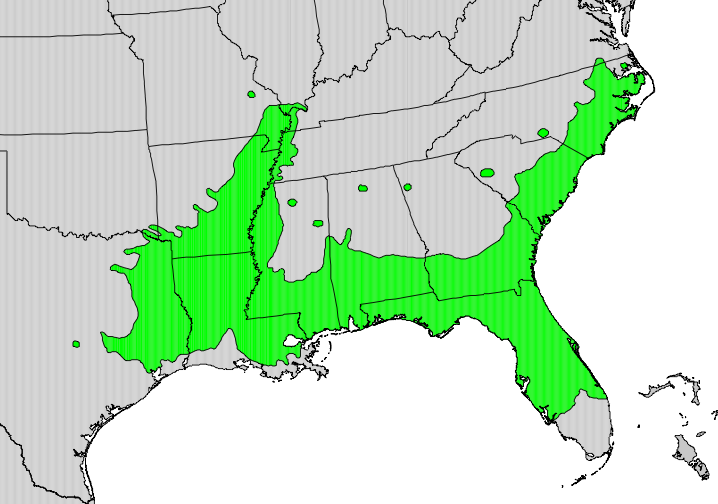
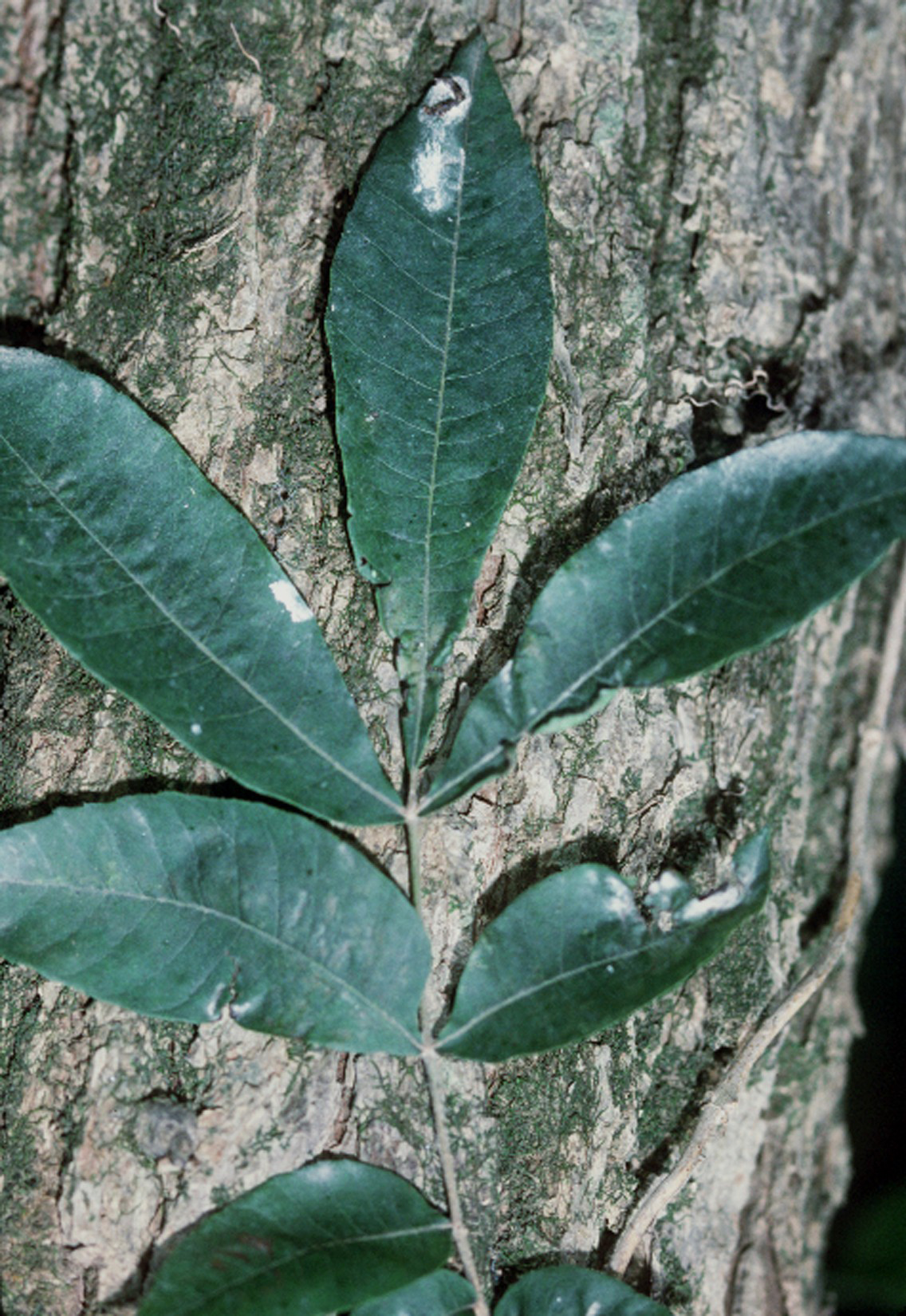